# Palpita jairusalis
Palpita jairusalis là một loài bướm đêm trong họ Crambidae.